# Pseudolasius risii
Pseudolasius risii é uma espécie de formiga do gênero Pseudolasius, pertencente à subfamília Formicinae.